# Bureau des réfugiés, des affranchis et des terres abandonnées
Le Bureau des réfugiés, des affranchis et des terres abandonnées (en anglais Bureau of Refugees, Freedmen and Abandoned Lands), habituellement désigné sous le nom de Freedmen's Bureau, fut une agence du gouvernement fédéral des États-Unis dont le but était d'aider les réfugiés affectés par la guerre de Sécession et les Afro-Américains affranchis par le Treizième amendement de la Constitution des États-Unis du 6 décembre 1865 et devenus citoyens américains par le Quatorzième amendement de la Constitution des États-Unis de 1868,,, et de participer à la reconstruction des États du Sud ravagés par la guerre.

## Histoire
Le Freedmen's Bureau bills (en), qui créa le Freedman's Bureau, a été promulgué par le président Abraham Lincoln et était prévu pour durer une année après la fin de la guerre.
Le 3 mars 1865, le Congrès des États-Unis autorisa sa création,,,,,.
Ce bureau institua le day-to-day duties, fournissant chaque jour des rations et des vêtements aux anciens esclaves qui n'avaient pas d'argent. Il fit également construire des écoles et des églises, forma des professeurs afro-américain pour aller enseigner dans les écoles. Ainsi, 4 000 écoles furent construites, ainsi que des universités (université Howard, université Fisk, Clark Atlanta University (en)), pour former une élite afro-américaine cultivée,,. 
Il disparut en juin 1872.

### Essais
- (en-US) George R. Bentley, A History of The Freedmen's Bureau, Octagon Books, 1970, 320 p. (ISBN 978-1512810226, lire en ligne),
- (en-US) Barry A. Crouch, The Freedmen's Bureau and Black Texans, University of Texas Press (réimpr. 1999) (1re éd. 1992) (ISBN 9780292712195, lire en ligne),
- (en-US) Daniel Schulman,, The Freedmen's Bureau, McGraw-Hill Companies, Inc, 2002, 20 p. (ISBN 9780021496792, lire en ligne),

### Articles
- (en-US) Elizabeth Bethel, « The Freedmen's Bureau in Alabama », The Journal of Southern History, Vol. 14, No. 1,‎ février 1948, p. 49-92 (lire en ligne),
- (en-US) Claude Elliott, « The Freedmen's Bureau in Texas », The Southwestern Historical Quarterly, Vol. 56, No. 1,‎ juillet 1952, p. 1-24 (lire en ligne),
- (en-US) W. A. Low, « The Freedmen's Bureau and Civil Rights in Maryland », The Journal of Negro History, Vol. 37, No. 3,‎ juillet 1952, p. 221-247 (lire en ligne),
- (en-US) Marjorie H. Parker, « Some Educational Activities of the Freedmen's Bureau », The Journal of Negro Education, Vol. 23, No. 1,‎ 1954, p. 9-21 (lire en ligne),
- (en-US) Martin Abbott, « The Freedmen's Bureau and Negro Schooling in South Carolina », The South Carolina Historical Magazine, Vol. 57, No. 2,‎ avril 1956, p. 65-81 (lire en ligne),
- (en-US) Joe M. Richardson, « The Freedmen's Bureau and Negro Education in Florida », The Journal of Negro Education, Vol. 31, No. 4,‎ 1962, p. 460-467 (lire en ligne),
- (en-US) Paul David Phillips, « White Reaction to the Freedmen's Bureau in Tennessee », Tennessee Historical Quarterly, Vol. 25, No. 1,‎ 1966, p. 50-62 (lire en ligne),
- (en-US) Alton Hornsby Jr., « The Freedmen's Bureau Schools in Texas, 1865-1870 », The Southwestern Historical Quarterly, Vol. 76, No. 4,‎ avril 1973, p. 397-417 (lire en ligne),
- (en-US) Patrick Groff, « The Freedmen's Bureau in High School History Texts », The Journal of Negro Education, Vol. 51, No. 4,‎ 1982, p. 425-433 (lire en ligne),
- (en-US) Ira C. Colby, « The Freedmen's Bureau: From Social Welfare to Segregation », Phylon (1960-), Vol. 46, No. 3,‎ 1985, p. 219-230 (lire en ligne),
- (en-US) Richard Lowe, « The Freedmen's Bureau and Local Black Leadership », The Journal of American History, Vol. 80, No. 3,‎ décembre 1993, p. 989-998 (lire en ligne),
- (en-US) Robert C. Lieberman, « The Freedmen's Bureau and the Politics of Institutional Structure », Social Science History, Vol. 18, No. 3,‎ 1994, p. 405-437 (lire en ligne),